# Classe U et V
Pour les autres classes de navires du même nom, voir classe U et classe V.
La Classe U et V est une série de 16 destroyers construite pour la Royal Navy et lancée entre 1942 et 1943. Elle a servi durant la Seconde Guerre mondiale.

## Les bâtiments

### Les destroyers du groupe U
| Pennant number | Nom           | Lancement       | Service effectif  | Chantier naval                         | Fin de carrière                            | Photo |
| -------------- | ------------- | --------------- | ----------------- | -------------------------------------- | ------------------------------------------ | ----- |
| R97            | HMS Grenville | 12 octobre 1942 | 27 mai 1943       | Swan Hunter Wallsend                   | vendu pour démolition le 28 février 1983   |       |
| R83            | HMS Ulster    | 9 novembre 1942 | 30 juin 1943      | Swan Hunter Wallsend                   | vendu pour démolition le 29 octobre 1980   |       |
| R69            | HMS Ulysses   | 22 avril 1943   | 23 décembre 1943  | Cammell Laird Birkenhead               | vendu pour démolition le 1er janvier 1970  |       |
| R53            | HMS Undaunted | 19 juillet 1943 | 3 mars 1944       | Cammell Laird Birkenhead               | coulé le 1er novembre 1978                 |       |
| R42            | HMS Undine    | 1er juin 1943   | 23 décembre 1943  | John I. Thornycroft & Company Woolston | vendu pour démolition le 15 novembre 1965  |       |
| R22            | HMS Ursa      | 22 juillet 1943 | 1er mars 1944     | John I. Thornycroft & Company Woolston | vendu pour démolition le 23 septembre 1967 |       |
| R99            | HMS Urchin    | 8 mars 1943     | 24 septembre 1943 | Vickers-Armstrongs Barrow-in-Furness   | vendu pour démolition le 6 août 1967       |       |
| R05            | HMS Urania    | 19 mai 1943     | 18 janvier 1944   | Vickers-Armstrongs Barrow-in-Furness   | vendu pour démolition le 1er mars 1971     |       |

### Les destroyers du groupe V
Ne doit pas être confondu avec Classe V (sous-marin).
| Pennant number | Nom           | Lancement         | Service effectif  | Chantier naval                                         | Fin de carrière                                                                   | Photo |
| -------------- | ------------- | ----------------- | ----------------- | ------------------------------------------------------ | --------------------------------------------------------------------------------- | ----- |
| R50            | HMS Venus     | 22 février 1943   | 28 août 1943      | Fairfield Shipbuilding and Engineering Company Glasgow | vendu pour démolition le 20 décembre 1972                                         |       |
| R28            | HMS Verulam   | 22 avril 1943     | 10 décembre 1943  | Fairfield Shipbuilding and Engineering Company Glasgow | vendu pour démolition le 23 octobre 1972                                          |       |
| R93            | HMS Vigilant  | 22 décembre 1942  | 10 septembre 1943 | Swan Hunter Wallsend                                   | vendu pour démolition le 4 juin 1965                                              |       |
| R75            | HMS Virago    | 4 février 1943    | 5 novembre 1943   | Swan Hunter Wallsend                                   | vendu pour démolition le 4 juin 1965                                              |       |
| R08            | HMS Hardy     | 18 mars 1943      | 14 août 1943      | John Brown & Company Clydebank                         | coulé le 30 janvier 1944                                                          |       |
| R17            | HMS Valentine | 2 septembre 1943  | 28 février 1944   | John Brown & Company Clydebank                         | transféré en février 1944 à la Marine royale canadienne, rebaptisé HMCS Algonquin |       |
| R64            | HMS Vixen     | 14 septembre 1943 | 5 mars 1944       | J. Samuel White Cowes                                  | transféré en mars 1944 à la Marine royale canadienne, rebaptisé HMCS Sioux        |       |
| R41            | HMS Volage    | 15 décembre 1943  | 26 mai 1944       | J. Samuel White Cowes                                  | vendu pour démolition le 28 octobre 1972                                          |       |